# 劉玉權
劉玉權，SBS，QPM，CPM（1946年10月20日—2003年10月2日），前香港警務處副處長，他在1958年入讀英皇書院，1965年加入香港警務處，任職見習督察，曾經出任多個不同崗位，包括分區指揮官、總區副指揮官、投訴及內部調查科、有組織及嚴重罪案調查科總參事及刑事部主管待等。
1996年，劉玉權獲得晉升為警務處高級助理處長，兼任刑事及保安處處長，及後擔任監管處處長，於2001年擢升為警務處副處長（行動），服務至2002年開始退休。
2003年10月2日，劉玉權因為血癌，於瑪麗醫院病逝，享年57歲。

## 獲頒榮譽
- （1983年）殖民地警察勞績獎章
- （1983年）殖民地警察長期服務獎章
- （1994年）女皇警察獎章
- （1998年）香港警察長期服務獎章
- （2002年）銀紫荊星章